# Ölmevalla landskommun
Ölmevalla landskommun var en tidigare kommun i Hallands län.

## Administrativ historik
När 1862 års kommunalförordningar trädde i kraft inrättades i Sverige cirka 2 500 kommuner. Huvuddelen av dessa var landskommuner (baserade på den äldre sockenindelningen), vartill kom 89 städer och åtta köpingar. Då inrättades i Ölmevalla socken i Fjäre härad i Halland denna kommun.
Vid kommunreformen 1952 uppgick denna landskommun i Löftadalens landskommun som senare 1974 uppgick i Kungsbacka kommun.

## Politik

### Mandatfördelning i Ölmevalla landskommun 1938-1946
| 6 | 8 | 6 |

| 20 |

| 8 | 9 | 3 |

| 20 |

| 6 | 1 | 13 |

| 20 |